# William Spark
William Spark (Exeter, 28 d'octubre de 1825 - Leeds, 16 de juny de 1897) fou un organista i compositor anglès del Romanticisme.
Fou una de les figures més influents en la música a Leeds durant la segona meitat del segle xix, la primera cita de Spark va ser el 1842 quan fou nomenat segon organista de Wesley a l'església parroquial de Leeds; a continuació, organista i mestre de capella de Chapeltown i des de 1850, organista de l'església de St, George. En inaugurar-se el 1858 l'Ajuntament fins llavors barri, fou nomenat organista i va mantenir aquest lloc gairebé quaranta anys. Junt amb Henry Smart va dissenyar l'orgue de la sala de l'Ajuntament i va inaugurar concerts públics d'orgue. Va fundar la Societat Madrigal i Motet Leeds i de la Societat de Recreació. Aquesta última organització va aconseguir concerts populars a l'Albion Street Music Hall des de 1852-1859.
En 1864 va formar una orquestra composta per aficionats i professionals locals, a més dels directors de secció de la Halle i Liverpool Philharmonic, per donar concerts regulars de subscripció a l'Ajuntament. William Spark va dur a terme el concert inaugural de l'orquestra el 9 de novembre de 1864. Va prendre part activa en la creació del Festival de Música Triennal Leeds i va ser organista principal en diversos festivals.
Spark va ser també un prolífic compositor i arranjador d'obres per als seus recitals de l'Ajuntament. La seva composició més gran, l'oratori 'Emanuel va rebre la seva primera actuació a l'Ajuntament sota la batuta del compositor a 1890.
A partir de 1869 dirigí la revista The Organist's Quarterly Journal, redactant també The Practical Choir-Master.
Com a compositor se li deuen antífones, servicis, cantates, una sonata per a orgue, etc. Finalment publicà Musical reminiscences (1891).